# Arboretet (Almindingen)
|  | Se også Arboretet (Hørsholm) |
Arboretet er en forstbotanisk have beliggende syd for Segen
skovfogedsted ved Almindingen på Bornholm.

## Skovfoged Valdemar Seiers tid. 1916-1946.
På det 4-5 ha store område er en mangfoldighed af træer, buske, græsplæner, et udbygget stinet og en del små søer. Arboretet blev anlagt i 1932 af den dendrologisk interesserede skovfoged, A.F.Valdemar Seier (skovfoged på Segenhus i årene 1916-1946) i samarbejde med Statens Forstlige Forsøgsvæsen, Arboretet i Hørsholm og dettes forstander, dr. Syrach Larsen. Arealet var fra starten 3½ ha.
Forstander dr. Syrach Larsen havde med sine forsøg med bl.a. krydsning af japansk og europæisk lærk frembragt nogle hybrider, der forener en hurtig vækst med en udmærket stammeform, og som er immun overfor lærkekræftsvampe. Der blev også lavet forsøg med mange andre fremmede træarter og buske, og man kan se over 100 forskellige træsorter og buske, nogle meget sjældne. En stor del af væksterne er leveret af dr. Syrach Larsen.
Skovfoged Valdemar Seier koncentrerede sig mest om at samle eksempler på vækster fra den nordlige halvkugle langs med 55 grader nordlig bredde, – Japan, Kina, Nordamerika, m.m. Bornholm ligger netop på denne breddegrad.
På grund af det særlige lokale klima på Segen, vintermildhed, sensommervarme, normalt en ret høj nedbør, har mange vækster, som skades i det øvrige land, bedre muligheder her.

## Kompasrosen
Den pudsige stenhøj tæt ved søen er også anlagt af skovfoged Valdemar Seier, formodentlig omkring 1936. Den har form af en kompasrose med fire takker, som viser mod de fire verdenshjørner. Stenene i stensætningen er hentet i skovens mange vandløb, hvor det strømmende vand har slidt dem til mærkelige former. Den ejendommelige sten, der troner på rosen er også formet af vandet. Nogen vil mene, at den ligner en mand med hat på og reb omkring sig. Når man står ved kompasrosen med søen på sin venstre side, har man front mod nord.

## Skovfoged K.O. Nielsens tid. 1947-1985.
Både skovfoged Valdemar Seier og skovfoged K.O.Nielsen har passet området med stor interesse, således at Arboretet har fremstået smukt og været et yndet udflugtsmål. Men som i andre levende træsamlinger og i skoven vokser træer og buske til, og konkurrencen planterne imellem gjorde sig efterhånden gældende med en naturlig udtynding til følge. Men selv om en del af de udplantede træer er forsvundet ved ihjelskygning eller tyndingshugst, kan ganske mange af de oprindelige træer ses i fin udvikling i området.
I K.O. Nielsens tid er bl.a. tilført nåletræer fra Vestamerika, nåletræer fra Østasien og forskellige løvtræarter, f.eks. hjertetræ og cedertræ.
Vandgran, den ejendommelige kinesiske gran, bærer dobbelte småskud, der fældes om vinteren. Træarten mentes uddød for årtusinder siden, men i 1941 blev den fundet af en kinesisk forstmand i Sydvestafrika. Efter en del år lykkedes det ham at fastslå, at det drejede sig om en art, der var kendt fra fossile aflejringer i kinesiske kullejer, men som man troede uddød. Et par smukke eksemplarer af dem står ved de tre bautastene i den nordvestlige del af arboretet.
Nåletræerne kommer alle sammen fra fjerne lande. De er gennem de sidste par hundrede år ført hertil af særligt interesserede. De havde deres kulminationstid i den geologiske tidsafsnit, Perm. Det ejendommelige Tempeltræ, Ginkgo biloba, er en typisk levning fra den tid. Det ved man fra aflejringer forskellige steder i verden. Bl.a. er rester af dette træs blade fundet i aflejringer i Hasle. Hjemlandet er Kina og Japan, hvor det anses for helligt og plantes ved templerne. Veddet bruges til møbler – frøene til at spise.
Forskellige steder i Arboretet står grupper af Søjlegran. Det er en statelig, pyramidalt bygget gran med brede nedhængende grene, der afslører, at dette træ kommer fra områder med stort snefald. Hjemegnen er Balkanlandene. Der er Hemlock granen også kaldet Skarntydegranen. Der er kæmpegranen, Mammuttræet, som tidligere blev anset for Jordens højeste træ. Mammuttræet kan i sit hjemland, det vestlige Nordamerika, blive op til 90 m høj. I Skandinavien er væksten mere moderat.
Mange andre graner er repræsenteret: hvidgran, rødgran, europæisk og japansk lærk, blågran, ædelgran, kinesiske enebær, og ikke mindst mange forskellige berberis arter, som også kommer fra Orienten.
Kinas og Japans plantevækst har nært slægtsskab med plantevækster i Europa og Amerika. Japanere og kinesere har forædlet mange af disse sorter og benyttet dem i deres fornemme haver, hvorfra de blev udbredt til Europa. Også aralia, liguster, rhododendron, magnolie og de pyntelige dværgkirsebær kommer fra disse egne. Og de har ligesom vi bøg, ahorn, valnød, ask, pil, osv.

## Naturlig plantevækst
Bornholms Naturhistoriske Forening fortæller i 1959 fra deres besøg i Arboretet om den naturlige plantevækst i Arboretet:
Omkring søen kan man finde sump padderokke, star, kragefod, sværtevæld, kærtidsel, vandnavle, smalbladet kæruld, engkarse, gul fladbælg og pyramide læbeløs.
Mosen var fuld af bukkeblad, der er medvirkende til vandhullernes tilgroning. Omkring mosen voksede mængder af mos: jomfruhår og tørvemos. Ligeledes tredelt mangeløv og engviol, krybende læbeløs. Ja, og bjørneklo og japansk hestehov.

## Flodkrebs i mosen
Fra foreningens tur fortælles der også om flodkrebs i anlæggets mose. De er naturligvis indført: "Morsomt nok fandt man en, der lige havde skiftet hud og følgelig var ganske blød, hvorfor den må holde sig skjult en 14 dages tid (for ikke at blive ædt af ålene), indtil den fra sine "krebsesten" i maven har dannet et nyt kitinskelet. Krebsen har kraftige klosakse, og der er en tydelig forskel på han og hun. Hannen har kraftigere klosakse og en smallere krop end hunnen. Man fandt en hun med store mængder af æg, der bæres i halefødderne". Krebsene ynder særligt damme, hvor der er rigeligt med flade sten, og hvor der er rigeligt med kransnålealger. Jo ældre de bliver, des mere dyrisk føde synes de dog at kræve".
Foruden krebsene så man grøn frø, damkarudser samt guldsmedenymfer – foruden en række andre insekter: damtæge, rygsvømmer, skorpionstæge, osv.

## Perioden 1984-1986
I midten af 1980'erne sker der igen nyt i Arboretet.
Per Ketil og Lars Trolle fra Bornholms Naturhistoriske Forening præsenterer deres nye idé til anlæggelse af en botanisk have i Arboretet i tidsskriftet Fjälstaunijn i 1983.
Folkene i Landbohøjskolens arboret i Hørsholm fandt det dog mere oplagt, at sådanne botaniske haver bedst lod sig indrette i kystnære områder. Man valgte i stedet at arbejde videre med en udvidelse af arealet til 5 ha og en udbygning af Arboretet, hvad forskellige nye træsorter angik – i samarbejde med Bornholms Skovdistrikt.
I 1984 gik arbejdet i gang. Arboretet blev indhegnet med raftehegn langs Springbakkevej og med trådhegn på de tre andre sider. Derefter stod skovrider Tom Nielsen (1984-2006) og Søren Ødum fra Arboretet i Hørsholm for plantning af de mange nye træer.
Søren Ødum fortæller i tidsskriftet Fjälstaunijn, 1986: "med baggrund i den udvikling, de ældste træer i Arboretet havde fået, var det nærliggende at prøve med et eller flere sjældnere, men også mere kendte nåletræer af velkendt geografisk herkomst. – Der blev plantet nogle sjældne arter af gran fra de sydkinesiske bjerge i provinsen Sichuan, hvor de vokser i skyzonen på regnrige skråninger, et område med megen regn og tåge. Det nærmeste man i Danmark kan komme på sådan en skyzone med et mildt klima er nok toppen af Bornholm, – Segen. Her ses solen nu og da, og her gør også en høj luftfugtighed, nedbør og tågefrekvens sig gældende. – Disse granarter, der yderst sjældent bliver dyrket uden for Kina, er sendt som frø til Arboretet i Hørsholm fra det kinesiske forstakademi i 1980. og det var resultat af en delegationsudvikling på det dendrologiske og forstmæssige område i årene 1974-76.
Det gælder også nogle nordkinesiske arter, mens nogle nyplantede træer fra Sydkorea og Japan stammer fra nordiske arboretekspeditioner til de to lande i 1976. Der er plantet to partier med sibirisk lærk og nogle få løvtræarter fra Europa og Nordamerika".

## Arboretet er igen gjort klar til publikum
I sommeren 2008 indgik Skov- og Naturstyrelsen, Bornholm, samarbejde med biologistuderende Sanne Thuesen Nielsen. Samarbejdet mundede ud i placering af 17 pæle med plancher om bl.a. arboretets historie, og kort over området med tre angivne ruter, hvor man bliver ført rundt til plancher med beskrivelser af udvalgte træer, som har en særlig historie – derudover har Skov- og Naturstyrelsen etableret forskellige publikumsfaciliteter i området: opstilling af borde og bænke, genetablering af broen over søen i arboretet, m.m.
I Valdemar Seiers tid blev der sat navneskilte på alle træerne i arboretet. De er for længst gået til. Men når økonomien er til det, ligger der planer om at sætte nye skilte op.